# Teoderada
Teoderada (Théodérade o Théodrade en francés, nacida alrededor del 868 y fallecida en el 903) fue una reina de los francos a raíz de su matrimonio con Eudes de Francia.

## Biografía
Se la conoce únicamente por una carta de su marido, fechada el 21 de mayo del 891/892, confirmando sus posesiones en el monasterio de Vedastin.
Eudes se convirtió en conde de París en el 883, marqués de Neustria en el 886, posteriormente rey de Francia en el 888, muriendo en el 898.

## Descendencia
- Wido, o Guy: En 889, Eudes hizo alusión a su posterioridad legítima que corresponde probablemente a Wido. Es citado únicamente en una carta escrita el 28 de agosto del 903 en Redon por el duque Alano I de Bretaña, pero al no tener más constancia de él se pone en duda la historicidad de Wido.[4]
- Raoul, rey de Aquitania, mencionado por los Europäische Stammtafeln sin que se precise una fuente primaria.[5]
- Arnoul, muerto poco después de su padre, citado por Adémar de Chabannes.